# Bănița
Bănița is een gemeente en dorp in in de regio Transsylvanië, in het zuiden van het Roemeense district Hunedoara, gelegen in de Jiu vallei, op de route van Târgu Jiu en Petroșani (op 12 km) naar Hațeg (op 30 km). Het dorp is onderdeel van de 'momarlani'-regio. Bănița ligt voor het grootste gedeelte in de bergen. De bergen van Bănița gaan in het zuidoosten over in de Parang bergen en eindigen in het Retezat Massief. Toeristische objecten in Bănița zijn de grotten en het fort van Bolii en de toren van Crivadia.